# Univar Solutions
Univar Solutions Inc. (NYSE: UNVR) er en amerikansk global distributør af kemikalier og ingredienser.
Virksomheden blev etableret i 1924 som Van Waters & Rogers. I 2023 blev den overtaget af Apollo Global Management.